# 정상동 돌꼬지 샘 및 동제
정상동 돌꼬지 샘 및 동제(井上洞 돌꼬지 샘 및 洞祭)는 충청북도 청주시 청원구에 있다. 2017년 3월 17일 청주시의 향토유적 제159호로 지정되었다.

## 지정 사유
돌꼬지마을에 위치한 샘으로 어떤 가뭄에도 마르지 않았으며, 현재까지 마을에서 용왕제와 동제를 지내고 있다. 이 우물로 인하여 井上, 井下, 井北 지명이 생겼다.